# Kamjana Bałka (rejon perwomajski)
Kamjana Bałka (ukr. Кам'яна Балка) – wieś na Ukrainie, w obwodzie mikołajowskim, w rejonie perwomajskim, w hromadzie Perwomajsk. W 2001 liczyła 738 mieszkańców, spośród których 706 wskazało jako ojczysty język ukraiński, 28 rosyjski, a 4 mołdawski.